# Gouvernement Basindawa
Yémen
Moujawar Bahah I
Le gouvernement Mohamed Basindawa, ou gouvernement de réconciliation nationale, est le gouvernement yéménite entré en fonction le 10 décembre 2011. Limogé le 2 septembre 2014, le gouvernement présente sa démission le 21 septembre 2014.

## Composition

### Initiale (10 décembre 2011)
- Les nouveaux ministres sont indiqués en gras, ceux ayant changé d'attributions en italique.

| Portefeuille                                                                          | Ministre                                                               |
| ------------------------------------------------------------------------------------- | ---------------------------------------------------------------------- |
| Premier ministre                                                                      | Mohamed Basindawa                                                      |
| Ministre de l'Administration locale                                                   | Ali Mohamed al-Yézidis                                                 |
| Ministre des Affaires étrangères                                                      | Abou Bakr al-Kirbi                                                     |
| Ministre des Affaires des expatriés                                                   | Moujahid al-Gohali                                                     |
| Ministre d'Agriculture et de l'Irrigation                                             | Farid Ahmed Moujawar                                                   |
| Ministre des Affaires juridiques                                                      | Mohammed al-Makhlafi                                                   |
| Ministre des Affaires sociales                                                        | Amat-Razaq Ali Hamad                                                   |
| Ministre de l'Artisanat                                                               | Abderrazak al-Achoual                                                  |
| Ministre de la Communication et des Technologies                                      | Ahmed ben Dagher                                                       |
| Ministre de la Culture                                                                | Abdallah Oubel                                                         |
| Ministre de la Défense                                                                | Mohammed Nasser Ahmed Ali                                              |
| Ministre des Droits de l'homme                                                        | Houriah Ahmed Machor                                                   |
| Ministre de l'Eau et de l'Environnement                                               | Abdo Razzaz Saleh Khalid                                               |
| Ministre de l'Énergie et de l'Électricité                                             | Saleh Hassan Somaïa                                                    |
| Ministre de l'Enseignement supérieur et de la Recherche                               | Yahya Mohamed Al-Chouaïbi (jusqu'au 11/09/2012) Hicham Charaf Abdallah |
| Ministre de l'Enseignement technique et de la Formation professionnelle               | Abdel Hafez Thabet No'aman                                             |
| Ministre d'État, membre du Conseil des ministres                                      | Chaïf Azi Sagher                                                       |
| Ministre d'État, membre du Conseil des ministres                                      | Ahmed Hassan Charafeddin                                               |
| Ministre d'État Chargé avec les Relations avec le Parlement et du Conseil consultatif | Rachad Ahmed Al-Rassass                                                |
| Ministre d'État Chargée des relations avec le gouvernement                            | Jawhara Hammoud Thabit                                                 |
| Ministre de l'Éducation et de l'Enseignement                                          | Abdel Razzaq al-Achoul                                                 |
| Ministre des Finances                                                                 | Sakhr Ahmed Abbas al-Wajih                                             |
| Ministre de la Fonction publique et des Assurances                                    | Nabil Abdo Chamsan                                                     |
| Ministre de l'Industrie et du Commerce                                                | Saad Taleb                                                             |
| Ministre de l'Information                                                             | Nasr Moustafa                                                          |
| Ministre de l'Intérieur                                                               | Abdel Kader Mohammed Qahtan                                            |
| Ministre de la Jeunesse et des Sports                                                 | Amir al-Iryani                                                         |
| Ministre de la Justice                                                                | Morchid Ali al-Ourchani                                                |
| Ministre de la Pêche                                                                  | Awad Saad al-Socotri                                                   |
| Ministre du Pétrole et des Minéraux                                                   | Hicham Charaf Abdallah (jusqu'au 11/09/2012) Ahmed Abdallah Dares      |
| Ministre du Plan et de la Coopération internationale                                  | Mohammed Saïd al-Saadi                                                 |
| Ministre de la Santé                                                                  | Ahmed Kassem al-Ansi                                                   |
| Ministre du Tourisme                                                                  | Kassm Salam                                                            |
| Ministre des Transports                                                               | Waed Bathib                                                            |
| Ministre des Travaux et des Routes                                                    | Omar Abdallah al-Korschomi                                             |
| Ministre des Waqfs                                                                    | Hammoud Mohammed Obeïd                                                 |

### Remaniement du 7 mars 2014
- Les nouveaux ministres sont indiqués en gras, ceux ayant changé d'attributions en italique.

| Portefeuille                                                                          | Ministre                   |
| ------------------------------------------------------------------------------------- | -------------------------- |
| Premier ministre                                                                      | Mohamed Basindawa          |
| Ministre de l'Administration locale                                                   | Ali Mohamed al-Yézidis     |
| Ministre des Affaires étrangères                                                      | Abou Bakr al-Kirbi         |
| Ministre des Affaires des expatriés                                                   | Moujahid al-Gohali         |
| Ministre d'Agriculture et de l'Irrigation                                             | Farid Ahmed Moujawar       |
| Ministre des Affaires juridiques                                                      | Mohammed al-Makhlafi       |
| Ministre des Affaires sociales                                                        | Amat-Razaq Ali Hamad       |
| Ministre de l'Artisanat                                                               | Abderrazak al-Achoual      |
| Ministre de la Communication et des Technologies                                      | Ahmed ben Dagher           |
| Ministre de la Culture                                                                | Abdallah Oubel             |
| Ministre de la Défense                                                                | Mohammed Nasser Ahmed Ali  |
| Ministre des Droits de l'homme                                                        | Houriah Ahmed Machor       |
| Ministre de l'Eau et de l'Environnement                                               | Abdo Razzaz Saleh Khalid   |
| Ministre de l'Énergie et de l'Électricité                                             | Saleh Hassan Somaïa        |
| Ministre de l'Enseignement supérieur et de la Recherche                               | Hicham Charaf Abdallah     |
| Ministre de l'Enseignement technique et de la Formation professionnelle               | Abdel Hafez Thabet No'aman |
| Ministre d'État, membre du Conseil des ministres                                      | Chaïf Azi Sagher           |
| Ministre d'État, membre du Conseil des ministres                                      | Ahmed Hassan Charafeddin   |
| Ministre d'État Chargé avec les Relations avec le Parlement et du Conseil consultatif | Rachad Ahmed Al-Rassass    |
| Ministre d'État Chargée des relations avec le gouvernement                            | Jawhara Hammoud Thabit     |
| Ministre de l'Éducation et de l'Enseignement                                          | Abdel Razzaq al-Achoul     |
| Ministre des Finances                                                                 | Sakhr Ahmed Abbas al-Wajih |
| Ministre de la Fonction publique et des Assurances                                    | Nabil Abdo Chamsan         |
| Ministre de l'Industrie et du Commerce                                                | Saad Taleb                 |
| Ministre de l'Information                                                             | Nasr Moustafa              |
| Ministre de l'Intérieur                                                               | Abdo Hussein Tarab         |
| Ministre de la Jeunesse et des Sports                                                 | Amir al-Iryani             |
| Ministre de la Justice                                                                | Morchid Ali al-Ourchani    |
| Ministre de la Pêche                                                                  | Awad Saad al-Socotri       |
| Ministre du Pétrole et des Minéraux                                                   | Khaled Bahah               |
| Ministre du Plan et de la Coopération internationale                                  | Mohammed Saïd al-Saadi     |
| Ministre de la Santé                                                                  | Ahmed Kassem al-Ansi       |
| Ministre du Tourisme                                                                  | Kassm Salam                |
| Ministre des Transports                                                               | Waed Badib                 |
| Ministre des Travaux et des Routes                                                    | Omar Abdallah al-Korschomi |
| Ministre des Waqfs                                                                    | Hammoud Mohammed Obeïd     |

### Remaniement du 11 juin 2014
- Les nouveaux ministres sont indiqués en gras, ceux ayant changé d'attributions en italique.

| Portefeuille                                                                          | Ministre                                                             |
| ------------------------------------------------------------------------------------- | -------------------------------------------------------------------- |
| Premier ministre                                                                      | Mohamed Basindawa (jusqu'au 24/09/2014) Abdallah Mohsen al-Akwa a.i. |
| Vice-Premier ministre                                                                 | Ahmed ben Dagher                                                     |
| Vice-Premier ministre                                                                 | Abdallah Mohsen al-Akwa                                              |
| Ministre de l'Administration locale                                                   | Ali Mohamed al-Yézidis                                               |
| Ministre des Affaires étrangères                                                      | Jamal Abdallah al-Sallal                                             |
| Ministre des Affaires des expatriés                                                   | Moujahid al-Gohali                                                   |
| Ministre d'Agriculture et de l'Irrigation                                             | Farid Ahmed Moujawar                                                 |
| Ministre des Affaires juridiques                                                      | Mohammed al-Makhlafi                                                 |
| Ministre des Affaires sociales                                                        | Amat-Razaq Ali Hamad                                                 |
| Ministre de l'Artisanat                                                               | Abderrazak al-Achoual                                                |
| Ministre de la Communication et des Technologies                                      | Ahmed ben Dagher                                                     |
| Ministre de la Culture                                                                | Abdallah Oubel                                                       |
| Ministre de la Défense                                                                | Mohammed Nasser Ahmed Ali                                            |
| Ministre des Droits de l'homme                                                        | Houriah Ahmed Machor                                                 |
| Ministre de l'Eau et de l'Environnement                                               | Abdo Razzaz Saleh Khalid                                             |
| Ministre de l'Énergie et de l'Électricité                                             | Abdallah Mohsen al-Akwa                                              |
| Ministre de l'Enseignement supérieur et de la Recherche                               | Hicham Charaf Abdallah                                               |
| Ministre de l'Enseignement technique et de la Formation professionnelle               | Abdel Hafez Thabet No'aman                                           |
| Ministre d'État, membre du Conseil des ministres                                      | Chaïf Azi Sagher                                                     |
| Ministre d'État, membre du Conseil des ministres                                      | Ahmed Hassan Charafeddin                                             |
| Ministre d'État Chargé avec les Relations avec le Parlement et du Conseil consultatif | Rachad Ahmed Al-Rassass                                              |
| Ministre d'État Chargée des relations avec le gouvernement                            | Jawhara Hammoud Thabit                                               |
| Ministre de l'Éducation et de l'Enseignement                                          | Abdel Razzaq al-Achoul                                               |
| Ministre des Finances                                                                 | Mohammed Mansour Zamam                                               |
| Ministre de la Fonction publique et des Assurances                                    | Nabil Abdo Chamsan                                                   |
| Ministre de l'Industrie et du Commerce                                                | Saad Taleb                                                           |
| Ministre de l'Information                                                             | Nasser Taha Moustafa                                                 |
| Ministre de l'Intérieur                                                               | Abdel Kader Mohammed Qahtan                                          |
| Ministre de la Jeunesse et des Sports                                                 | Amir al-Iryani                                                       |
| Ministre de la Justice                                                                | Morchid Ali al-Ourchani                                              |
| Ministre de la Pêche                                                                  | Awad Saad al-Socotri                                                 |
| Ministre du Pétrole et des Minéraux                                                   | Abdel Kader Chaëa                                                    |
| Ministre du Plan et de la Coopération internationale                                  | Mohammed Saïd al-Saadi                                               |
| Ministre de la Santé                                                                  | Ahmed Kassem al-Ansi                                                 |
| Ministre du Tourisme                                                                  | Kassm Salam                                                          |
| Ministre des Transports                                                               | Waed Badib                                                           |
| Ministre des Travaux et des Routes                                                    | Omar Abdallah al-Korschomi                                           |
| Ministre des Waqfs                                                                    | Hammoud Mohammed Obeïd                                               |